# 1833 na literatura

## Nascimentos
| Data         | Nome                    | Profissão                           | Nacionalidade  | Observações | Ref |
| ------------ | ----------------------- | ----------------------------------- | -------------- | ----------- | --- |
| 9 de julho   | Sousândrade             | escritor e poeta                    | Brasil         | m. 1902     |     |
| 28 de agosto | Teixeira de Melo        | escritor                            | Brasil         | m. 1907     |     |
| 8 de outubro | Edmund Clarence Stedman | poeta, crítico literário e ensaísta | Estados Unidos | m. 1908     |     |

## Mortes
| Data | Nome | Profissão | Nacionalidade | Observações | Ref |
| ---- | ---- | --------- | ------------- | ----------- | --- |